# Euglossa bigibba
Euglossa bigibba är en biart som beskrevs av Robert Louis Dressler 1982. Euglossa bigibba ingår i släktet Euglossa, tribus orkidébin och familjen långtungebin. Inga underarter finns listade.

## Utseende
En tämligen stor art med en kroppslängd på drygt 13 mm och en tunga som är lika lång som kroppen. Hanen har ett övervägande grönt huvud med tydliga elfenbensvita markeringar i ansiktet, grön till mörkblå mellankropp och en bakkropp som på ovansidan är grön på den främre delen och baktill övergår till blågrönt, samt har en grön till gulgrön undersida. Bakskenbenet (som hanen använder till sin insamling av blomdofter) är glänsande blågrönt. Honans utseende är okänt.

## Ekologi
Som alla orkidébin attraheras hanarna av luktande ämnen, främst hos orkidéer, och är därför lätta att fånga med syntetiska dofter.  

## Utbredning
Arten har endast påträffats ett fåtal gånger i Peru (regionen Loreto).